# Holoplagia lucifuga
Holoplagia lucifuga är en tvåvingeart som först beskrevs av Friedrich Hermann Loew 1870.  Holoplagia lucifuga ingår i släktet Holoplagia och familjen dyngmyggor. Inga underarter finns listade i Catalogue of Life.